# Veliki Vratnik
Veliki Vratnik är ett sund i Kroatien. Det ligger i den sydöstra delen av landet, 400 km söder om huvudstaden Zagreb.